# Altneuland

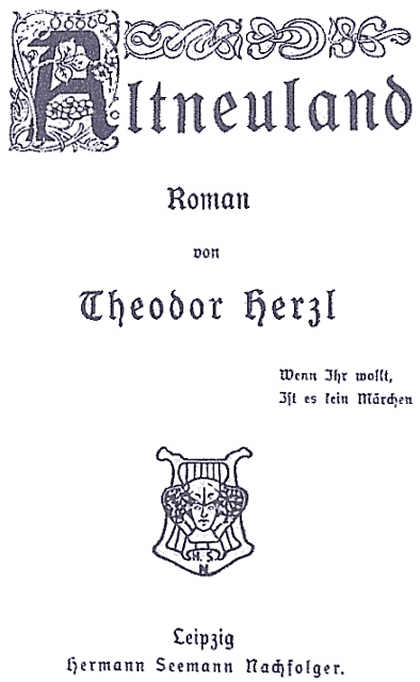
Theodor Herzl: Altneuland

Altneuland (Duits voor: Het oude nieuwe land), is een utopische roman die in 1902 werd gepubliceerd door Theodor Herzl, de grondlegger van het politieke zionisme. De roman gaf de visie van Herzl voor een Joodse staat in Israël weer, en werd daarmee een van de teksten die aan de basis stonden van het zionisme. Door Israel Isidor Elyashev werd de tekst vertaald in het Jiddisch. Nahum Sokolow vertaalde de roman met de naam Tel Aviv in het Hebreeuws, wat later van invloed was op de naam van de stad die oorspronkelijk een buitenwijk van Jaffa was, maar die later uitgroeide tot de stad Tel-Aviv Jafo en daarmee een van de belangrijkste steden werd van Israël.
De naam van de roman is geïnspireerd door die van de oudste synagoge van Praag, de Oudnieuwe Synagoge die in het Jiddisch en Hebreeuws Altneuschul heet.

## Introductie van de roman
De roman vertelt het verhaal van Friedrich Löwenberg, een jonge Weense intellectueel, die met een veramerikaanste Pruisische aristocraat genaamd Kingscourt meegaat wanneer hij naar een eiland in de Stille Oceaan vertrekt. In het verhaal wordt specifiek vermeld, dat dit eiland deel uitmaakt van de Cook Eilanden en dat het dicht bij Rarotonga ligt. Onderweg naar de Stille Oceaan hebben ze een tussenstop in Jaffa. Op dat moment is hun indruk van Palestina, dat het een achterlijk en dunbevolkt land is, zoals het ook op Herzl overkwam toen hij het land bezocht in 1898. De volgende twintig jaren brengen Löwenberg en Kingscourt door op het eiland, afgesloten van de bewoonde wereld. Wanneer zij daarna terugkeren naar Europa en door Palestina reizen, ontdekken zij dat het land drastisch veranderd is. Er is sprake van een vrije, open en multiculturele moderne samenleving, met een bloeiende industrie met zeer moderne technologie. In de twee decennia die voorbij zijn gegaan, hebben Europese Joden hun "oude nieuwe land" herontdekt en opnieuw bewoond, waarbij ze hun lot in het land Israël weer in eigen handen nemen.

## Voornaamste thema's
De roman van Herzl toont zijn blauwdruk voor de realisatie van de Joodse emancipatie, zoals dit ook in zijn boek Der Judenstaat gepresenteerd wordt, dat in 1896 werd uitgegeven. Het werk is zowel ideologisch als utopisch, en schetst een modelsamenleving die liberalisme en egalitarisme als sociaal model adopteerde, zoals dat overeenkomt met een moderne welvaartsstaat. Herzl noemde zijn model Mutualisme, en het was gebaseerd op een gemengde economie, met publiek bezit van het land en natuurlijke bronnen, landbouwsamenwerkingen, sociale welvaart, wat overeenkwam met communistische of socialistische visies, hoewel ook privébezit werd aangemoedigd. Als echte modernist verwierp Herzl het Europese klassensysteem, maar bleef hij het Europese culturele erfgoed trouw.
De samenleving in Altneuland sprak niet alleen maar Hebreeuws, maar was multilinguaal, waarbij het Duits, Hebreeuws en Jiddisch de voornaamste talen waren en Europese gebruiken nagevolgd werden. Men ging bijvoorbeeld naar de opera en het theater. Hoewel Jeruzalem de hoofdstad van het land werd, was het industriële centrum Haifa. In de moderne staat Israël werd de rol hiervan feitelijk vervuld door Tel Aviv, een stad die nog niet bestond toen Herzl zijn roman schreef, en waarvan de naam geïnspireerd werd door de naam van deze roman.